# Mercedes-Benz OM 85
Der 12-Zylinder-Viertakt-Dieselmotor Mercedes-Benz OM 85 war ein schnelllaufender Dieselmotor von Mercedes-Benz zum Einbau in schnelle Triebwagen der Deutschen Reichsbahn. Der Motor wurde 1934 zum ersten Mal verwendet und ab 1938 als MB 805 bezeichnet. Er war in neun Exemplaren in Triebwagen der Vorkriegsbauart eingebaut worden und kann als Weiterentwicklung der zahlreichen Sechszylinder-Viertakt-Dieselmotoren der zweiachsigen Triebwagen bezeichnet werden. Zu seiner Entstehungszeit gab es in dem DR 137 025 bis 027 Sechszylinder-Reihenmotoren mit derselben Leistung, der Mercedes-Benz OM 85 besaß jedoch geringeren Kolbendurchmesser und einen kleineren Hub. Als leistungsgesteigerte Version wurde der Motor ab 1937 als Mercedes-Benz OM 86 (Mercedes-Benz MB 806) angeboten.

## Aufbau und Bauteile

### Grundaufbau
Der Motor war ein Saugmotor und besaß Vorkammereinspritzung des Kraftstoffes. Gelagert war er mitsamt dem Hauptgenerator in einem Hilfsrahmen, der im Maschinendrehgestell in drei Punkten starr aufgehängt war. Einer der drei ersten Triebwagen erhielt versuchsweise eine gummigefederte Abstützung. Die Motorachse war leicht nach vorn geneigt, damit der Generator auch unter dem Wagenfußboden Platz fand.
Das Gehäuse des Motors war wie bei allen Motoren aus der Vorkriegszeit zweiteilig; das Gehäuseunterteil übte gleichzeitig die Funktion der Ölwanne aus. Gefertigt war das Gehäuse aus Silumin. Das Gehäuseoberteil war mit breiten Auflagen versehen, darauf konnten Motor und Generator auf dem Hilfsrahmen abgestützt werden. Im Gehäuseoberteil wurden die Zylinder eingesetzt, von denen je drei eine Gussform bildeten. Ebenfalls eine Gussform bildeten drei Zylinderköpfe, sie wurden auf dem Kurbelgehäuse aufgeschraubt. Die zwölf Zylinder waren in einem Winkel von 60 ° in V-Form angeordnet. Die Zylinderlaufbuchsen waren aus Grauguss gefertigt und in dem Kurbelgehäuse eingepresst.
Im Zylinderkopf waren die federschließenden Ein- und Auslassventile, die Einspritzdüse sowie die Vorkammer mit dem Brenner untergebracht. Je Zylinderseite war eine Nockenwelle, die über Kipphebel und Rollenstößel die hängenden Ventile betätigte. Die Zylinderköpfe waren nach außen durch eine Haube öldicht abgeschlossen.
Die Kurbelwelle des Motors war siebenfach gelagert. Die Hubzapfen zu den Pleuel und die Kurbelwellenlagerung waren gleitgelagert mit Thermodur-Lagern (mit Stützschale aus Stahl sowie eingeschleuderter Bronze) ausgeführt. Die Hubzapfen der Kurbelwelle nahmen die Gleitlager der Hauptpleuel auf, an diese waren die Pleuel der Nebenpleuel gabelförmig angeschraubt. Die oberen Pleuellager waren normale Bronzelager. Sie waren durch schwimmende Kolbenbolzen mit Leichtmetallpilzen mit den Kolbenkörpern verbunden. Das mittlere Hauptlager der Kurbelwelle war als Bundlager ausgeführt und diente zur Aufnahme der axialen Kräfte. Die Zapfen der Haupt- und Hublager waren durchgebohrt für die Schmierung. An den Enden der Kurbelwelle waren Schwungrad bzw. ein Drehzahlschwingungsdämpfer angebaut. Offensichtlich waren die Kurbelwellen in der Belastung nicht ausreichend dimensioniert, denn 1937 erfolgte die Ausrüstung von verstärkten Wellen mit Gegengewichten.
Die Kolben waren aus Leichtmetall hergestellt, sie besaßen einen muldenförmig vertieften Brennraum. Innerhalb der Erprobung musste eine Legierungsform gefunden werden, die der thermischen Belastung des Vorkammer-Strahles gewachsen war. Das war im Endeffekt die Legierung EC 124 mit eloxierter Kolbenbodenplatte und einer in dem Kolbenboden eingegossenen Zone. Diese Ausführung hielt den Belastungen stand und wurde bis zur Einführung von geschmiedeten Kolben aus EC 124 beibehalten. Außerdem wurde noch ein Brenner mit einer Siebenloch-Düse zusätzlich übernommen. Jeder Kolben besaß 5 Dichtringe und einen Ölabstreifring.

### Kraftstoffsystem und Motorsteuerung
Der Motor arbeitet nach dem Vorkammerprinzip der Kraftstoffeinspritzung. Für jede Zylinderseite wurde eine eigene Dieseleinspritzpumpe verwendet, sie waren von Bosch hergestellt und seitlich am Motorgehäuse angebaut. Beide Einspritzpumpen wurden über einen Spritzverteiler von der Kurbelwelle über Übertragungsräder angetrieben. Der Spritzversteller diente der Vorverlagerung des Einspritzzeitpunktes bei steigender Motordrehzahl, um eine optimale Verbrennung zu erzielen. Durch Druckleitungen mit derselben Länge gelangte der Kraftstoff von der Einspritzpumpe zu den Einspritzdüsen, die ihn fein zerstäubt in die Vorkammer drückten.
Die Motorregelung wurde auf der Basis der Drehzahlregelung in fünf Stufen vorgenommen. Die fünf Laststufen betrugen zwischen 1050 min−1 und 1500 min−1 Der Regler arbeitete mit Motorschmieröldruck. Bei zu geringem Öldruck wurde der Drehzahlsteller auf Null gestellt und dadurch der Motor abgestellt.
Angelassen wurde der Motor elektrisch über den Hauptgenerator. Vor dem Anlassen mussten die Vorkammern mit Glühkerzen vorgewärmt werden.

### Kühl-, Schmier- und Luftsystem
Der Motor war wassergekühlt. Die Schmierung war als Druckumlaufschmierung ausgebildet. Das Öl wurde durch eine Doppelzahnradpumpe gefördert. Eine Pumpe förderte das Öl aus der Ölwanne über den Ölkühler in einen im Maschinenraum gelegenen Schmierölbehälter von 45 l. Von hier aus wurde das Öl durch die zweite Pumpe zu den Schmierstellen gepumpt. Die Zylinderlaufbahnen und der Kolben wurden durch Spritzöl gekühlt.
Jede Zylinderseite besaß eine gemeinsame Luftansaugeinrichtung und eine gemeinsame wassergekühlte Abgasleitung. Die beiden Abgasleitungen wurden zusammengeführt und leiteten die Abgase durch ein vertikales Auspuffrohr zu dem auf dem Dach befindlichen Abgastopf.

## Technische Daten
| Kenngröße                      | Einheit    | Wert                       | Bemerkung    |
| ------------------------------ | ---------- | -------------------------- | ------------ |
| Nennleistung                   | kW         | 220                        | 300 PS       |
| Nenndrehzahl                   | min−1      | 1500                       |              |
| Leerlaufdrehzahl               | min−1      | 550                        |              |
| Zylinderanzahl                 |            | 12                         |              |
| Zylinderdurchmesser            | mm         | 138                        |              |
| Kolbenhub                      | mm         | 170                        |              |
| Hubvolumen                     | l          | 30,5                       |              |
| mittlere Kolbengeschwindigkeit | m/s        | 8,5                        |              |
| mittlerer Arbeitsdruck         | bar        | 5,9                        |              |
| Einspritzdruck                 | bar        | 80                         |              |
| Zündfolge                      |            | 1-12-5-8-3-10-6-7-2-11-4-9 | bei Volllast |
| Verdichtungsverhältnis         |            | 17                         |              |
| Motormasse                     | kg         | 1835                       | trocken      |
| Ölinhalt                       | l          | 40                         |              |
| Wasserinhalt                   | l          | 82                         |              |
| Beschaffungspreis              | Reichsmark | 26.700                     |              |

## Mit dem Motor zur Auslieferung ausgerüstete Fahrzeuge
Mit dem Motor wurden die Triebwagen der Reihe DR 137 055 bis 057 und DR 137 111 bis 116 sowie der Baureihe DR 137 236 ausgerüstet.

## Betriebserfahrungen
Die Fahrzeuge, die mit diesen Motoren ausgerüstet waren, besaßen vor dem Zweiten Weltkrieg eine jährliche durchschnittliche Laufleistung von ca. 76.000 km.